# Плачидо, Микеле
Мике́ле Пла́чидо (итал. Michele Placido; род. 19 мая 1946, Асколи-Сатриано, Италия) — итальянский актёр и кинорежиссёр. Наиболее известен ролью комиссара Каттани в телесериале «Спрут».

## Биография

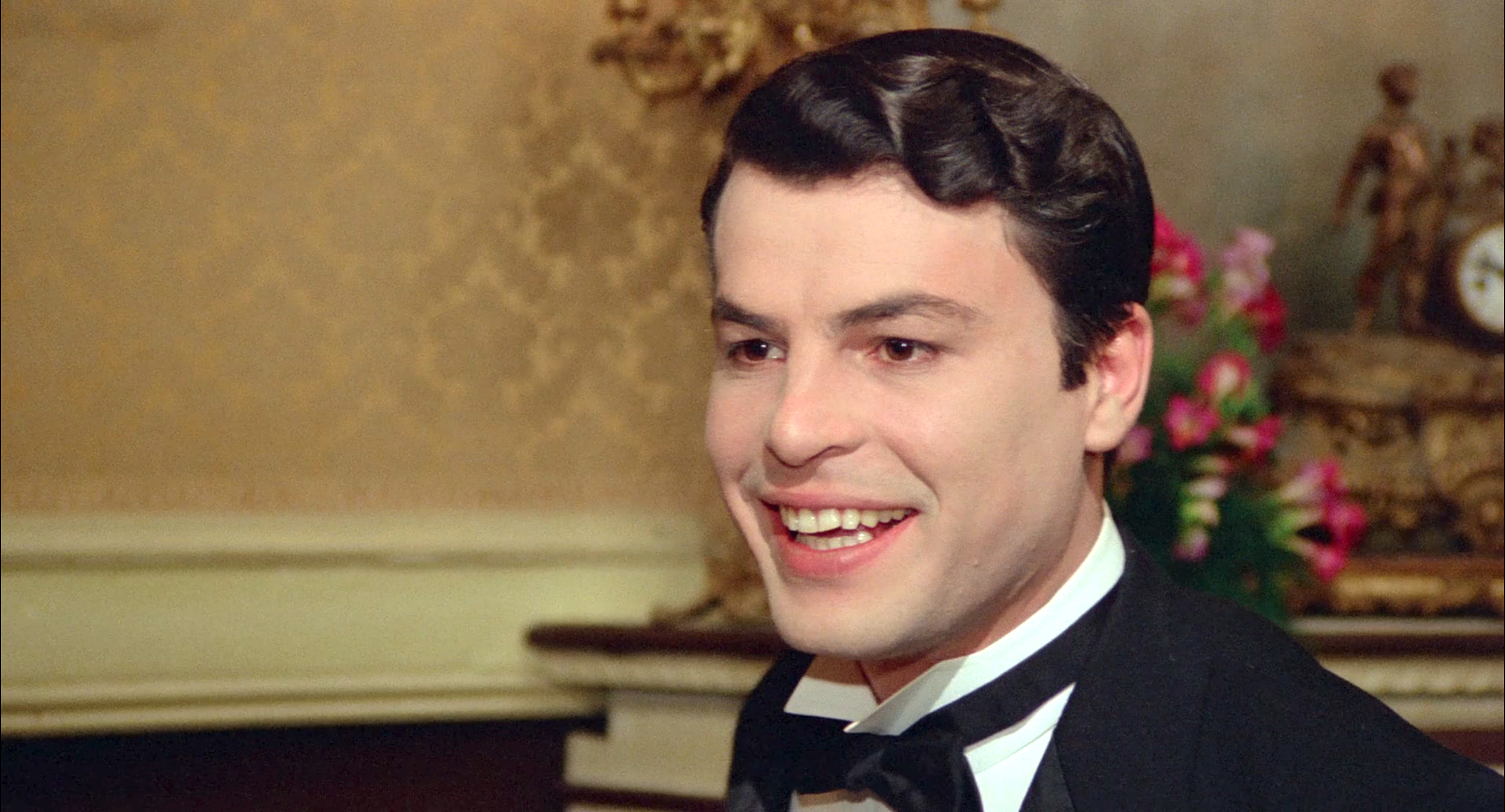
1975 год

Микеле Плачидо родился 19 мая 1946 года в городе Асколи-Сатриано в итальянской области Апулия. После службы в армии Плачидо работал в полиции Рима. Увлёкшись театром, он поступил в Академию драматического искусства. В 1969 году сыграл первую роль на сцене.
С 1972 года начал сниматься в кино. Плачидо играл в картинах итальянских режиссёров «Народный роман» (1974) Марио Моничелли, «Божественное создание» (1975) Луиджи Коменчини, «Триумфальный марш» (1976) и «Прыжок в пустоту» (1979) Марко Беллоккьо, «Эрнесто» (1978) Сальваторе Сампери (премия Берлинского кинофестиваля), «Аньезе идёт на смерть» (1976) Джулиано Монтальдо, «Отель Кляйнхоф» (1977) и «Фонтамара» (1980) Карло Лиццани, «Корлеоне» (1978) Паскуале Скуитьери, «Три брата» (1981) Франческо Рози, «Шопен» (1983) Лучано Одоризио, «Связь через пиццерию» (1985) Дамиано Дамиани, «Мери навсегда» (1989) Марко Ризи.
Всемирную известность получил после роли комиссара Коррадо Каттани в телесериале «Спрут», где отыграл четыре сезона. Сериал «Спрут» имел очень большую популярность в СССР. Примечательно, что одновременно со съёмками в сериале «Спрут» Микеле Плачидо сыграл роль в фильме «Связь через пиццерию» антипода комиссара Каттани — наёмного киллера мафии.
В 1991 году Микеле Плачидо сыграл роль советского офицера-десантника майора Михаила Бандуру в фильме Владимира Бортко «Афганский излом».
С 1990-х годов актёр занимается режиссурой — «Пуммаро»/«Помидор» (1990), «Кровные подруги» (1992), «Мещанский герой» (1995).
Член жюри 63-го Венецианского кинофестиваля (2006).
Плачидо трижды был номинирован на главную кинопремию Италии «Давид ди Донателло» за главную мужскую роль в фильмах «Три брата» (1981), «Связь через пиццерию» (1985) и «Незнакомка» (2007), но всякий раз премия доставалась другому актёру.

## Семья
Первая жена — Илария Леце.
Вторая жена (c 1975 по 1994 год) — Симонетта Стефанелли(род. 1954), итальянская актриса.
- Дочь — Мария Виола́нте Пла́чидо (род. 1976)[7], итальянская актриса и певица. Имеет ребенка.
- Сын — Микеланжело Плачидо (род. 1990), актёр[7].
- Сын — Бренно Плачидо[8] (род. 1991), актёр, выступает под псевдонимом Марко Бренно[7][9]

Третья жена (с 2012 по 2017 год) — актриса Федерика Винченти (род. 1983). В фактических отношениях с 2002 года.
- Сын — Габриеле (род. 2006[источник не указан 931 день])[7]

Внебрачный сын Иниго (род. 1988) от актрисы Вирджинии Александре.

## Фильмография

Микеле Плачидо. Кадр из телесериала «Спрут-4»

### Актёр
- 1972 — Дело Пишотты / Caso Pisciotta, Il — Америго Ло Джаконо
- 1972 — Джо Петрозино / Joe Petrosino — Карло Константино
- 1973 — Моя жена, воплощение любви / Mia moglie, un corpo per l’amore — бой-френд Симоны
- 1973 — Непогода / Non ho tempo — студент
- 1973 — Парень / Picciotto, Il — Розарио Мандала
- 1973 — Тереза-воровка / Teresa la ladra — Тонино Сантита
- 1973 — Чёрная рука: Рождение мафии / La mano nera — Антонио Туррис
- 1974 — Боже мой, как низко я пала! / Mio Dio, come sono caduta in basso! — Сильвано Пенначини
- 1974 — Моисей-законодатель / Mosè, la legge del deserto — Калеб
- 1974 — Народный роман / Romanzo popolare — Джованни
- 1974 — Неистовый Орландо / Orlando furioso — Аграманте
- 1974 — Процесс без предварительного следствия / Processo per direttissima — Стефано Бальдини
- 1975 — Прекрасная нимфа / Divina creatura — Мартино
- 1975 — Семейные грехи / Peccati in famiglia — Мило
- 1976 — Триумфальный марш / Marcia trionfale — Паоло Пассери
- 1976 — Пленница (Схватка) (Чудовище) / La Orca — Микеле Турризи
- 1976 — Безумный страх / E tanta paura — комиссар Гаспаре Ломенцо
- 1976 — Агнес идёт на смерть / Agnese va a morire, L' — Том
- 1977 — Пляжный домик / Casotto — Венчензито
- 1977 — Девушка в жёлтой пижаме / «La Ragazza dal Pigiama Giallo» — Антонио Аттолини
- 1977 — Отель Кляйнхофф / Kleinhoff Hotel — Педро
- 1977 — Чудовище / Oedipus Orca — Микеле Турризи
- 1978 — Я принадлежу себе / Io sono mia — Джачинто
- 1978 — Корлеоне / Corleone — Микеле Лабруццо
- 1979 — Эрнесто / Ernesto (Серебряный медведь за лучшую мужскую роль) — рабочий
- 1979 — Человек на коленях / Un Uomo In Ginocchio — Антонио, киллер мафии Платамоне
- 1979 — Поляна / Il prato — Энцо
- 1979 — Суббота, воскресенье и пятница / Sabato, domenica e venerdì Марио Сальветти
- 1979 — Дикие постели / Letti Selvaggi — Анжело, фотограф
- 1980 — Прыжок в пустоту / Salto nel vuoto — Джованни Шабола
- 1980 — Фонтамара / Fontamara — Берардо Виола
- 1980 — Лулу / Lulu — Шварц, художник
- 1981 — Грузовое судно / Cargo — Джованни
- 1981 — Крылья голубки / Ailes de la colombe, Les — Сандро
- 1981 — Три брата / Tre fratelli — Никола Джуранна
- 1982 — Шопен / Sciopèn — Франческо Мария Витале
- 1983 — Искусство любви / L’Arte Di Amare (Ars amandi (original title) — Макариус
- 1984 — Ужасные любовники / Amants terribles, Les — Серджио
- 1984 — Спрут / La Piovra — Коррадо Каттани — комиссар полиции, начальник криминальной полиции Трапани
- 1985 — Спрут 2 / La Piovra 2 — Коррадо Каттани — сотрудник отдела «Z» римских спецслужб
- 1985 — Связь через пиццерию / Pizza Connection — Марио Виолоне — владелец пиццерии в Нью-Йорке/Киллер мафии
- 1986 — Летние ночи с греческим профилем, миндалевидными глазами и запахом базилика / Notte d’estate con profilo greco, occhi a mandorla e odore di basilico — Джузеппе Катания (Беппе)
- 1986 — Универмаг / Grandi magazzini — директор универмага
- 1987 — Познакомься с моей приятельницей / Ti presento un’amica — Лионелло Мартини
- 1987 — Спрут 3 / La Piovra 3 — Коррадо Каттани — комиссар полиции, внештатный сотрудник DEA (Управления по борьбе с наркотиками США)
- 1988 — Большой бизнес / Big Business — Фабио Алберичи
- 1988 — Улица Парадизо / Via Paradiso — Франческо
- 1988 — Ах, какие замечательные эти белые! / Come sono buoni i bianchi — Микеле
- 1989 — Спрут 4 / La Piovra 4 — Коррадо Каттани — комиссар полиции Милана
- 1989 — Мэри навсегда / Mery per sempre — учитель Марко Терци
- 1991 — Афганский излом — майор советской армии Михаил Бандура
- 1992 — Сенсация / Scoop — журналист Марко Бонелли
- 1992 — Нарковойны: Кокаиновый картель / Drug Wars: The Cocaine Cartel — полковник Роберто Чавес
- 1992 — Сердечные подруги / Amiche del cuore, Le — отец Симоны
- 1992 — Уважаемый человек / Uomo di rispetto — Нино Бонивенто, совладелец ресторана в Палермо/человек из мафии
- 1993 — Джованни Фальконе / Giovanni Falcone — Джованни Фальконе
- 1993 — Четыре храбреца / Quattro bravi ragazzi — Марчоне
- 1994 — Ламерика / Lamerica — Фиоре
- 1994 — Отец и сын / Padre e figlio — Коррадо
- 1994 — Реальная жизнь Антонио Х. / Vera vita di Antonio H., La — Микеле Плачидо
- 1995 — Обычный герой / Un Eroe borghese — Сильвио Новембре
- 1995 — Полицейский / Poliziotti — Санте Карелла
- 1996 — Волчица / Lupa, La — Малерба
- 1997 — Рэкет / Racket — Гвидо Джироза, бывший полицейский/владелец ресторана
- 1998 — Миссия / Missione, La — падре Рамбони
- 1998 — Удовольствие (и небольшие хлопоты) / Plaisir (et ses petits tracas), Le — Карло
- 1998 — Потерянная любовь / Del perduto amore — Дон Джерардо
- 1999 — Выжженная земля / Terra bruciata — брат Сальваторе
- 1999 — Грязное белье / Panni sporchi — Фурио Чимин
- 1999 — Кормилица / Balia, La — пациент
- 1999 — Хороший человек / Uomo perbene, Un — Энцо Тортора
- 2000 — Бесплатная рыба / Liberate i pesci! — Микеле Веррио
- 2000 — Падре Пио: Между небом и землёй / Padre Pio: Tra cielo e terra — падре Пио из Пьетрельчины
- 2001 — Между двух миров / Tra due mondi — Уцеда
- 2001 — Похищенный / Sequestro Soffiantini — Джузеппе Соффьянтини
- 2002 — В поисках рая / Searching for Paradise — Джорджо Маттеи
- 2003 — Катерина из города / Caterina va in città — Микеле Плачидо
- 2003 — Почти идеальный папа / Un papà quasi perfetto — Микеле Сальви
- 2003 — Сорая / Soraya — Энрико Маттеи
- 2003 — Там где находится душа / Posto dell’anima, Il — Сальваторе
- 2004 — Вкус крови / Odore del sangue, L' — Карло
- 2004 — Повторная любовь / L’amore ritorna — доктор Бьянко
- 2005 — "Гранде Торино" / Il grande Torino — Анджело Ди Джироламо, старший
- 2005 — Криминальный роман / Romanzo criminale — отец Фреддо
- 2006 — Ассунта Спина / Assunta Spina — Микеле Боккадифуоко
- 2006 — Кайман / Caimano, Il — Марко Пуличи
- 2006 — Кароль. Папа римский, оставшийся человеком / Karol, un Papa rimasto uomo — Ренато Буццонетти, личный врач понтифика
- 2006 — Незнакомка / La Sconosciuta — Муффа
- 2006 — Прощай, любимая / Arrivederci amore, ciao — Ферруччо Анедда
- 2006 — Розы пустыни / Rose del deserto, Le — падре Симеон
- 2006 — Секскомедия / Commediasexi — Сальваторе Лизасси
- 2007 — 2061: Исключительный год / 2061: Un anno eccezionale — Бонифацио Колонна, кардинал
- 2007 — Единственный метр / SoloMetro — Энрико Альвари
- 2007 — Пиано, соло / Piano, solo — Джованни, отец Луки
- 2008 — Грусть госпожи Шнайдеровой /  Sadness of Mrs. Snajdrova, The — граф Штернбек
- 2008 — Кровь побеждённых / La sangue dei vinti — комиссар Франческо Дольяни
- 2008 — Последний покровитель / Ultimo padrino, L' — Бернардо Провенцано
- 2008 — Президент Альдо Моро / Aldo Moro — Il presidente — Альдо Моро
- 2009 — Мечта по-итальянски / Il grande sogno — эпизод
- 2009 — Молодожёны / Oggi sposi — Сабино Импонато
- 2009 — Родители и дети. Взболтать перед употреблением / Genitori & figli — Agitare bene prima dell’uso — Альберто
- 2009 — Баария / Baarìa — Пальмиро Тольятти
- 2009 — Фокачча-блюз / Focaccia blues — Пантано, киномеханик
- 2011 — Любовь: Инструкция по применению / Manuale d’amore 3 — Августо
- 2011 — Мои друзья – Как всё начиналось /  Amici miei — Come tutto ebbe inizio — Дуччо Виллани ди Мази
- 2012 — Наблюдатель / Le guetteur — Джованни
- 2012 — Да здравствует Италия! / Viva l’Italia! — депутат Микеле Спаньела
- 2012 — Итакер: Итальянцам запрещено / Itaker — Vietato agli italiani — Пантано
- 2012 — Раса ублюдков / Razzabastarda — Сильвестри, адвокат
- 2012 — Тульпа / Tulpa — Perdizioni mortali — Массимо Роккафорте
- 2013 — Полёт – Великая история Доменико Модуньо / Volare — La grande storia di Domenico Modugno — Витторио Де Сика
- 2013 — Трилусса – История любви и поэзии / Trilussa — Storia d’amore e di poesia — Трилусса
- 2014 — Живые легенды / Living Legends — Кристиано Негри
- 2015 — Выбор / Scelta, La — Эмилио Никотри
- 2020 — Итальянские каникулы / Odio l’estate — комиссар полиции
- 2022 — Тень Караваджо / L’ombra di Caravaggio — кардинал Дель Монте

### Режиссёр
- 1990 — Pummarò
- 1992 — Le Amiche del cuore
- 1995 — Обычный герой / Un Eroe borghese
- 1998 — Del perduto amore
- 2001 — Un Altro mondo è possibile
- 2002 — Un Viaggio chiamato amore
- 2004 — Ovunque sei
- 2005 — Криминальный роман / Romanzo criminale
- 2009 — Мечта по-итальянски / Il grande sogno
- 2009 — L’Aquila 2009 — Cinque registi tra le macerie
- 2010 — Валланцаска — ангелы зла / Vallanzasca — Gli angeli del male
- 2012 — Наблюдатель / Le guetteur (2012)
- 2016 — 7 минут / 7 minuti
- 2021 — Тень Караваджо / L’ombra di Caravaggio

## Награды
- Великий офицер ордена «За заслуги перед Итальянской Республикой» (2005)[11]
- Командор ордена «За заслуги перед Итальянской Республикой» (1992)[12]
- Специальный приз «Верю. Константин Станиславский» на XXXIX Московском международном кинофестивале (2017)[13]
- «Серебряная лента» (специальная премия за внимание к проблемам рабочих),
- Circeo Film Arte Cultura (лучший фильм на социальную тематику) за фильм «7 минут»
- Festival delle Cerase (лучший актёрский состав) за фильм «7 минут»
- Panorama du Cinéma Européen (приз зрительских симпатий) за фильм «7 минут»[14]